# 1268
| 1268               |
| ------------------ |
| Dødsfald - Fødsler |
| • Begivenheder     |

| Gregoriansk kalender | 1268 MCCLXVIII          |
| Ab urbe condita      | 2021                    |
| Armensk kalender     | 717 ԹՎ ՉԺԷ              |
| Kinesiske kalender   | 3964 – 3965 丁卯 – 戊辰 |
| Etiopisk kalender    | 1260 – 1261             |
| Jødisk kalender      | 5028 – 5029             |
| Hindukalendere       |                         |
| - Vikram Samvat      | 1323 – 1324             |
| - Shaka Samvat       | 1190 – 1191             |
| - Kali Yuga          | 4369 – 4370             |
| Iransk kalender      | 646 – 647               |
| Islamisk kalender    | 666 – 667               |

Konge i Danmark: Erik Klipping 1259-1286
Se også 1268 (tal)

## Begivenheder
- Stege på Møn bliver købstad.

## Dødsfald
- 29. oktober - Konradin af Sicilien (henrettet, født 1252).